# Retama monosperma
Retama monosperma  — вид рослин родини Бобові (Fabaceae), поширений у Середземномор'ї. Етимологія: лат. monosperma — «однонасінний».

## Морфологія
Чагарник або невелике дерево. Стебла до 3.5 м, рясно розгалужені. Лінійне, запушене листя. Віночок 9–13 мм, білий, запушений. Плоди (однонасінний біб) 12–16 мм, яйцеподібні, загострені, голі зовні. Насіння 4,6 × 5,2–8,5 мм, ниркоподібне, жовте, гладке, токсичне (містить цитізин [алкалоїд]).

## Поширення, біологія
Поширення: Північна Африка: Алжир [зх.]; Єгипет [пн.]; Марокко. Південно-західна Європа: Португалія [пд.]; Гібралтар; Іспанія [пд.зх., Канарські острови]. Натуралізований і культивується в кількох інших країнах як декоративна рослина.
Населяє прибережні дюни або напівфіксовані землі; 0–300 м. Цвітіння і плодоношення з січня по квітень.

## Галерея

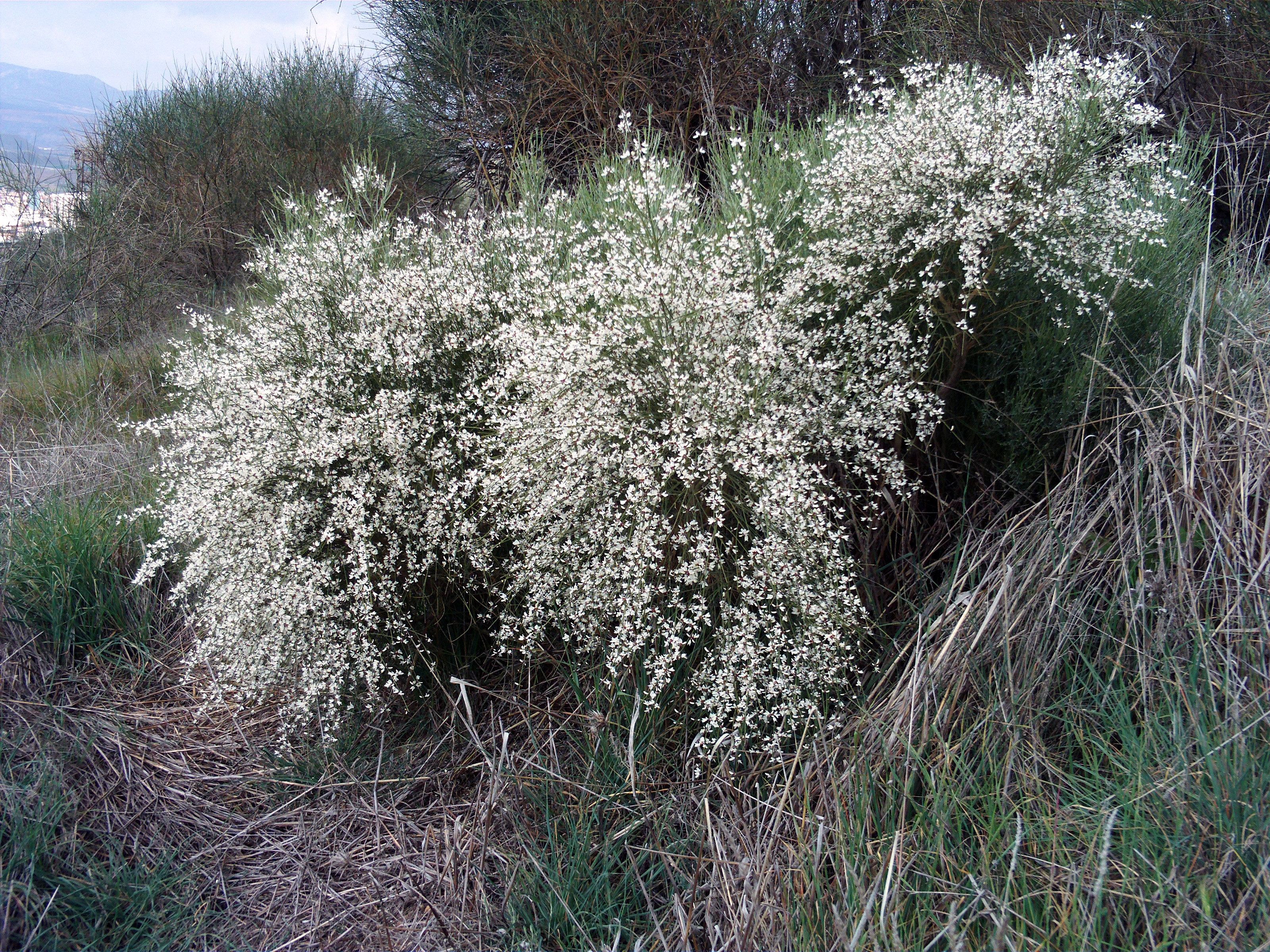
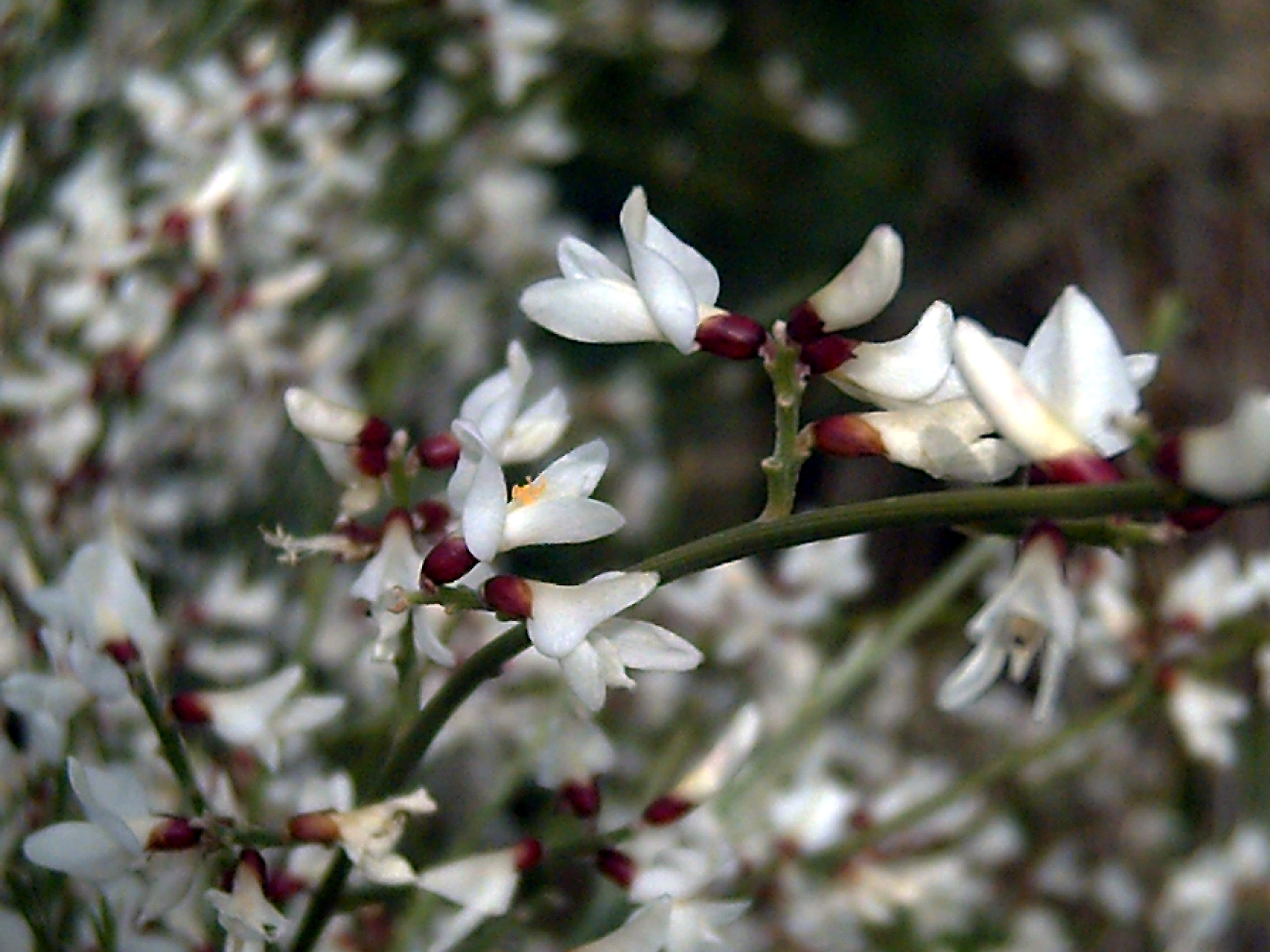
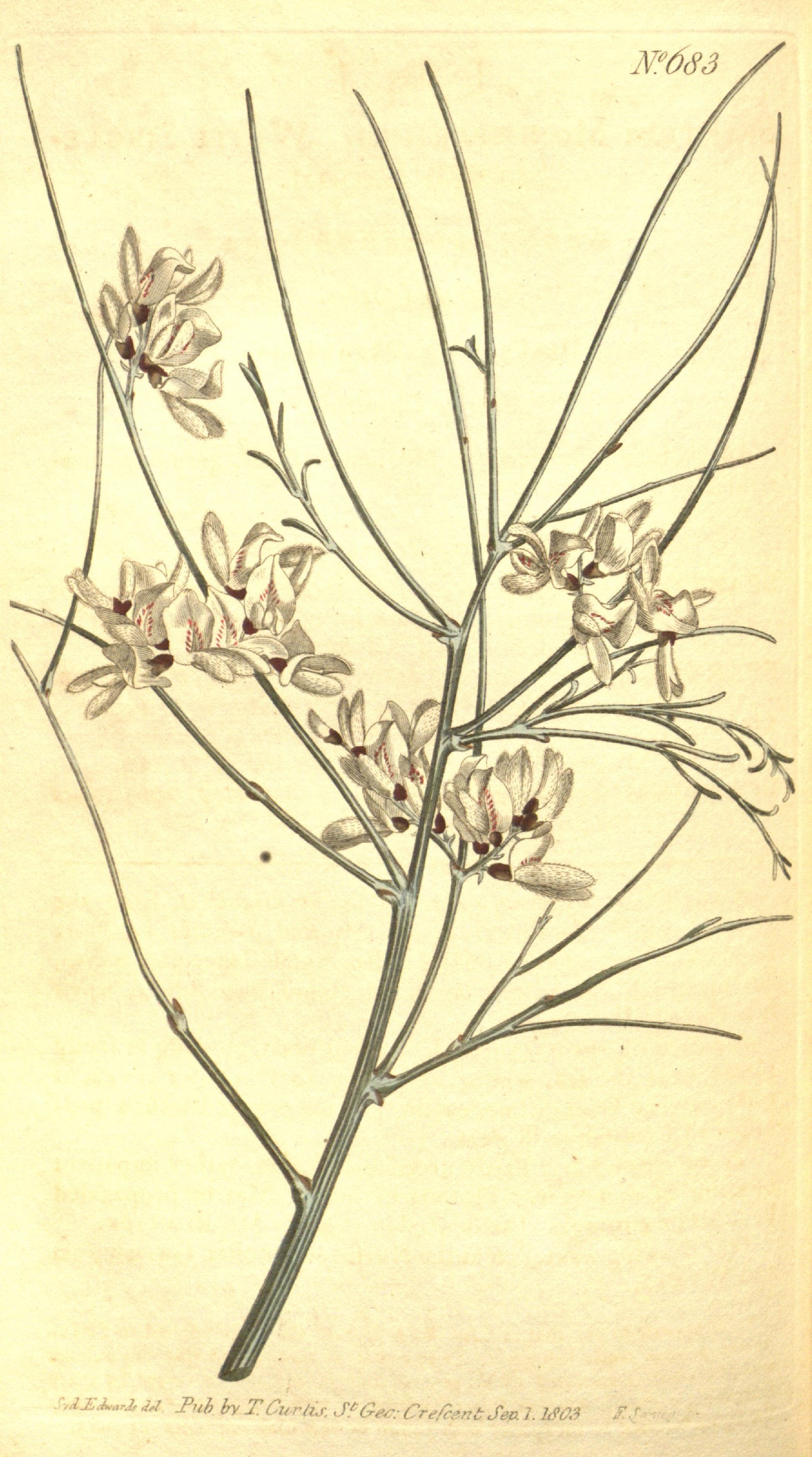
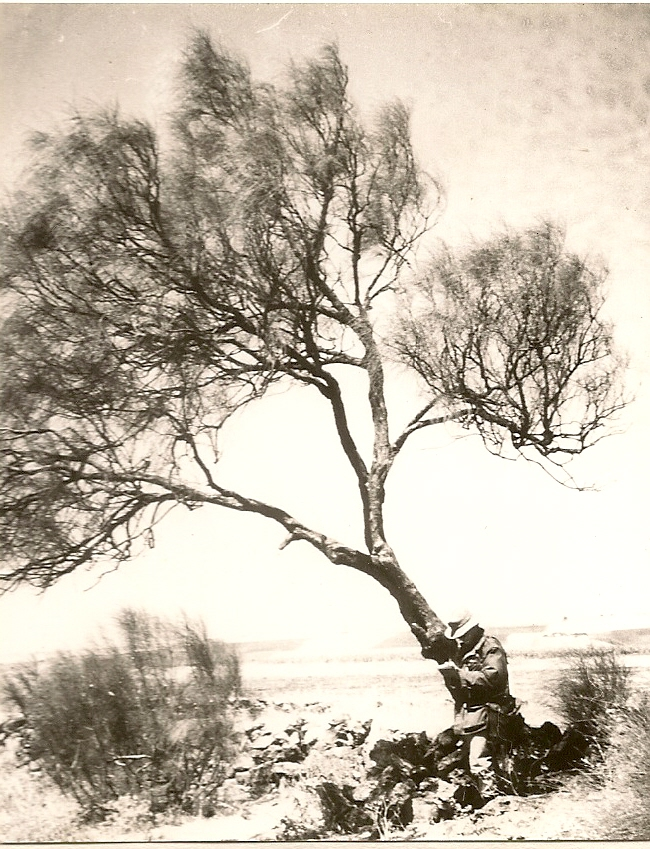